# Elvíra
Elvíra je ženské křestní jméno germánského původu. Jedná se o španělské jméno, které pravděpodobně vzniklo z gótského jména Alwara a vykládá se jako „ochránkyně všech“. Někdy se také vykládá jako varianta arabsko-španělského jména Elmíra s významem „kněžna“. Podle slovenského kalendáře má svátek 21. listopadu.

## Elvíra v jiných jazycích
- Slovensky: Elvíra
- Italsky, německy, rusky, anglicky, španělsky, maďarsky: Elvira
- Polsky: Elwira
- Francouzsky: Elvire

## Známé nositelky jména
- Elvíra Bavorská – bavorská princezna z rodu Wittelsbachů
- Elvira de Hidalgo – španělská sopranistka
- Elvíra Kastilská – sicilská královna
- Elvíra Menéndez – leónská královna sňatkem s králem Alfonsem V. Leónským
- Elvíra Menéndez – leónská královna sňatkem s králem Ordoñem II. Leónským
- Elvira Nabiullinová – ruská ekonomka a politička